# Nescus
Nescus (okzitanisch Nescús) ist eine französische Gemeinde mit 58 Einwohnern (Stand 1. Januar 2022) im Département Ariège in der Region Okzitanien. Sie gehört zum Arrondissement Saint-Girons und zum Gemeindeverband Couserans-Pyrénées. Die Einwohner werden Nescuséens genannt.

## Geografie
Die Gemeinde Nescus liegt im Regionalen Naturpark Pyrénées Ariégeoises, 20 Kilometer westnordwestlich von Foix und etwa 50 Kilometer nördlich des Pyrenäenkammes. Durch das 3 km² umfassende waldreiche Gemeindegebiet fließt die obere Arize in West-Ost-Richtung. Nördlich und südlich des fünf Kilometer langen und ca. 300 m breiten Arizetales erheben sich die Ausläufer der Pyrenäen auf 500 bis 600 m über dem Meer. Die höchste Erhebung wird im Süden der Gemeinde mit 680 m erreicht. Nescus besteht aus verstreut liegenden Häusergruppen und Einzelhöfen. Die Dorfkirche steht abseits im Ortsteil Le Châlet. Weitere Ortsteile sind Méras, Guillemot, Le Freyche, Ferranès, Le Ballé, Le Château, Lagrange, Ferrobach und Bardios. Umgeben wird Nescus von den Nachbargemeinden La Bastide-de-Sérou im Norden, Alzen im Osten und Süden sowie Larbont im Westen.

## Bevölkerungsentwicklung
| Jahr      | 1962 | 1968 | 1975 | 1982 | 1990 | 1999 | 2007 | 2018 |
| Einwohner | 60   | 41   | 41   | 38   | 40   | 61   | 69   | 62   |

Im Jahr 1831 wurde mit 390 Bewohnern die bisher höchste Einwohnerzahl ermittelt. Die Zahlen basieren auf den Daten von cassini.ehess und INSEE.

## Sehenswürdigkeiten

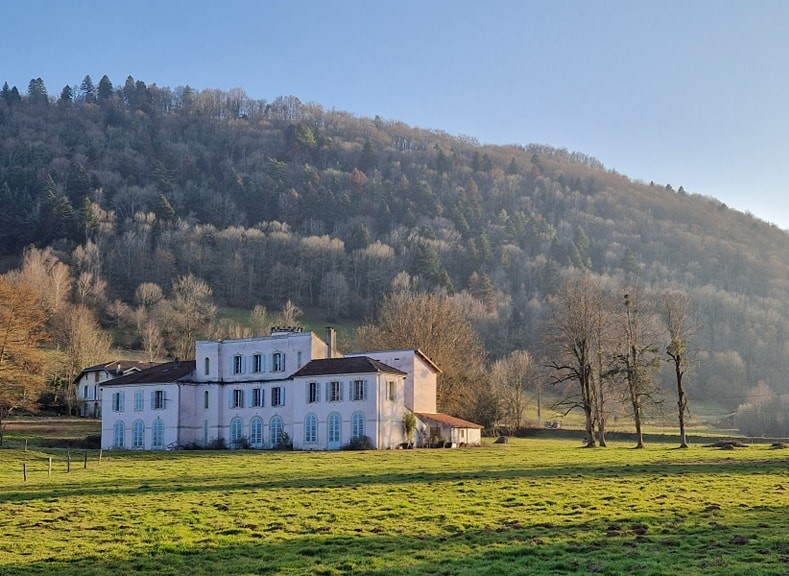
Schloss im Ortsteil Le Château

- Kirche St. Lukas (Église Saint-Luc)
- Schloss im Ortsteil Le Château
- Grotte de Ferrobach, 1070 m lange Höhle im Ortsteil Ferrobach
- mehrere Wegkreuze und ein Oratorium

## Wirtschaft und Infrastruktur
Bis zum Beginn des 20. Jahrhunderts wurde im Ortsteil Méras Ocker abgebaut und aufbereitet. In Nescus sind sechs landwirtschaftliche Betriebe ansässig (Getreideanbau, Rinder- und Pferdezucht).
Das Bergland um Nescus wird von der Fernstraße D 15 erschlossen, die dem Arizetal folgt und von La Bastide-de-Sérou über den Col de Péguère nach Biert im Aractal führt. Im 20 Kilometer entfernten Foix besteht Anschluss an die autobahnartig ausgebaute Route nationale 20 (E 9) von Pamiers nach Puigcerdà in Katalonien. Der Bahnhof der Stadt Foix liegt an der Bahnstrecke Portet-Saint-Simon–Puigcerdà.

## Belege
1. ↑  Nescus auf cassini.ehess
2. ↑  Nescus auf INSEE
3. ↑  Landwirte auf annuaire-mairie.fr